# Orkut Büyükkökten
Orkut Büyükkökten (Konya, 6 de febrero de 1975) es un informático turco, Orkut Büyükkökten es exgerente de productos en Google.

## Biografía
Egresado de la Universidad Bilkent de Ankara con un B.Sc. en informática. Posteriormente se doctoró en la Universidad Stanford, en donde se dedicó a la investigación en la búsqueda web y el uso eficiente del PDA.
Ha desarrollado los servicios de redes profesionales Club Nexus, inCircle, Orkut y Hello.
Orkut Büyükkökten es exgerente de productos en Google. También es masajista, gusta de bailar y hacer fondue de chocolate.

## Publicaciones
Conferencias
- Orkut Buyukkokten, Hector Garcia-Molina, Andreas Paepcke "Seeing the Whole in Parts: Text Summarization for Web Browsing on Handheld Devices". The 10th International WWW Conference (WWW10). Hong Kong, China - May 1–5, 2001.[4]

- Oliver Kaljuvee, Orkut Buyukkokten, Hector Garcia-Molina, Andreas Paepcke "Efficient Web Form Entry on PDAs". The 10th International WWW Conference (WWW10). Hong Kong, China - May 1–5, 2001.[5]

- Orkut Buyukkokten, Hector Garcia-Molina, Andreas Paepcke "Accordion Summarization for End-Game Browsing on PDAs and Cellular Phones". Human-Computer Interaction Conference 2001 (CHI 2001). Seattle, Washington - 31 March-5 April 2001.[6]

- Orkut Buyukkokten, Hector Garcia-Molina, Andreas Paepcke. "Focused Web Searching with PDAs". The 9th International WWW Conference (WWW9). Amsterdam, Netherlands - May 15–19, 2000.[7]

- Orkut Buyukkokten, Hector Garcia-Molina, Andreas Paepcke, Terry Winograd. "Power Browser: Efficient Web Browsing for PDAs". Human-Computer Interaction Conference 2000 (CHI 2000). The Hague, The Netherlands - April 1–6, 2000.[8]

- Arturo Crespo, Orkut Buyukkokten, Hector Garcia-Molina. "Efficient Query Subscription Processing in a Multicast Environment". 16th International Conference on Data Engineering (ICDE). San Diego, CA, USA, February 29 - March 3, 2000.[9]

Publicaciones para talleres
- Orkut Buyukkokten, Hector Garcia-Molina and Andreas Paepcke "Text Summarization of Web pages on Handheld Devices." Proceedings of Workshop on Automatic Summarization 2001 held in conjunction with NAACL 2001 (NAACL 2001), June 2001.[10]

- Orkut Buyukkokten, Junghoo Cho, Hector Garcia-Molina and Luis Gravano "Exploiting geographical location information of web pages" Proceedings of Workshop on Web Databases (WebDB'99) held in conjunction with ACM SIGMOD'99, June 1999.[11]

Publicaciones en revistas especializadas
- Orkut Buyukkokten, Oliver Kaljuvee, Hector Garcia-Molina, Andreas Paepcke and Terry Winograd "Efficient Web Browsing on Handheld Devices using Page and Form Summarization" ACM Transactions on Information Systems (TOIS), Volume 20, Issue 1, January 2002.[12]

- Dominic Hughes, Orkut Buyukkokten and James Warren "Empirical Bi-action Tables: a Tool for the Evaluation and Optimization of Text Input Systems, Application I: Stylus Keyboards" ACM Transactions on Computer-Human Interaction (TOCHI), Special Issue on Mobile Text Entry. Volume 17, Issues 2 & 3, 2002. [[13]

- Arturo Crespo, Orkut Buyukkokten and Hector Garcia-Molina "Query Merging: Improving Query Subscription Processing in a Multicast Environment." IEEE Transactions on Knowledge and Data Engineering. Volume 15, 2003.[14]